# セルスター工業
セルスター工業株式会社（セルスターこうぎょう、英: CELLSTAR INDUSTRIES Co., Ltd.）は、神奈川県大和市に本社を置く自動車関連エレクトロニクス製品の開発・製造・販売を主業務とする企業。

## 概要
1978年7月に東京都世田谷区で設立。主力製品のレーダー探知機は、日本国内での主要なサプライヤーの一社となっている。

## 事業所
- 本社 - 神奈川県大和市
- 企画・開発センター - 神奈川県大和市
- 本社　物流センター・カスタマーセンター - 神奈川県大和市
- 営業所 - 仙台、水戸、名古屋、大阪、福岡
- 三重工場・第一物流倉庫・配送センター - 三重県伊賀市
- 柘植工場 - 三重県伊賀市

## 扱い製品

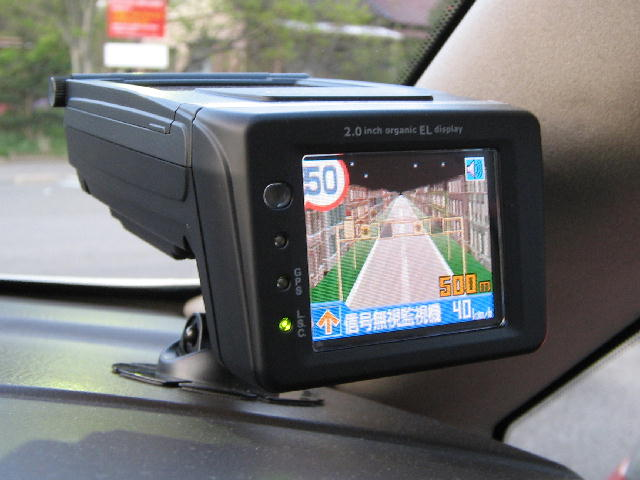
セルスター工業のGPSレーダー探知機
ASSURA AR-210VE

- デジタルインナーミラー
- GPSレーダー探知機
- GPSレシーバー
- レーダー探知機
- ドライブレコーダー
- バッテリー充電器
- DC/ACインバーター
- DC/DCコンバーター
- ホーム電源
- 簡易型アイソレーター
- ポータブル電源

## 提供番組
現在のレギュラーCMの番組は、セルスター工業の公式ホームページから確認できる。
現在
- tvkプロ野球中継 横浜DeNAベイスターズ熱烈LIVE（テレビ神奈川）

過去
- あさチャン!（TBSテレビ）
- 情報ライブ ミヤネ屋（読売テレビ・日本テレビ系列、月曜日）
- 人志松本の酒のツマミになる話（フジテレビ、2021年10月から）
- THE TIME,（TBSテレビ）
- サンデーモーニング（TBSテレビ）